# ألان ميلر (صحفي)
ألان ميلر (بالإنجليزية: Alan Miller)‏ هو صحفي أمريكي، ولد في 5 مارس 1954.